# Over-Nite Sensation
Over-Nite Sensation — семнадцатый студийный альбом Фрэнка Заппы и The Mothers of Invention, выпущенный 7 сентября 1973 года. Оставшаяся часть студийных сессий вошла в сольный альбом Заппы Apostrophe (’) (1974).

## Запись
Во время записи альбома Заппа искал бэк-вокалистов для записи песен «I’m the Slime», «Dirty Love», «Zomby Woof», «Dinah-Moe Humm» и «Montana». Гастрольный менеджер посоветовал ему взять вокальную группу The Ikettes и дуэт Айка и Тины Тёрнеров. Айк Тёрнер потребовал, чтобы Заппа платил певцам, включая Тину Тёрнер не более 25 долларов за песню. Во время записи Тина привела Айка в студию, чтобы прослушать свою запись, сделанную совместно с Заппой. Прослушав её Айк произнёс: «Что за дерьмо?», после чего покинул студию. Позднее, по словам Айка, Фрэнк не указал группу The Ikettes на конверте вышедшего альбома.
Оставшийся записанный материал был включён в диск Apostrophe (’) (1974), выпущенного в качестве сольного альбома Заппы.

## Музыка и слова
Тексты многих песен альбома посвящены сексуальной тематике. К примеру трек «Dinah-Moe Humm» описывает женщину, заключившую с рассказчиком пари, что он не сможет вызвать у неё оргазм; в итоге она наблюдает, как он занимается сексом с её сестрой, а пари он выиграл. Впрочем сексуальная тематика, однако, не является основным центром внимания песен альбома. В частности трек «I’m the Slime» критикует телевизионные шоу, описываемые, как «промывающие мозги аудитории». Песня «Montana» описывает путешествие в Монтану, чтобы вырастить зубную нить.
Музыка Over-Nite Sensation представляет собой смесь рока, джаза и популярной музыки. Трек «Zomby Woof» был описан как «хеви-метал с помесью Луи Джордана и Фэтса Уоллера».

## Обложка
Обложка альбома была сделана Дейвом Макмакеном в духе Сальвадора Дали, с изображением сюрреалистических образов, изображавших двуглавого человека, сидящего на водяной кровати в отеле Holiday Inn, в окружении различных предметов, среди которых можно заметить плакат изображающий группу The Mothers и телевизор с изображением лица Заппы и с сочащийся из него слизью. На иллюстрации обложки показывается множество имитаций половых актов.

## Приём
Альбом получил смешанные отзывы из-за своего лирического содержания, в котором критики нашли ребячество. Rolling Stone отрицательно высказался по поводу альбома Заппы и описал его как «напрасно потраченные силы» и отметил, что его лучшие работы были записаны вместе с оригинальным составом The Mothers. New Musical Express назвал альбом «не самым лучшим достижением Фрэнка». Музыкальный критик Роберт Кристгау дал оценку альбому «С», спрашивая: «где же здесь серьёзность?».
Со временем альбом получил положительные оценки критиков. Рецензент AllMusic Стив Хьюи писал следующее: «Можно любить или ненавидеть этот альбом, но Over-Nite Sensation был действительно переломным альбомом для Фрэнка Заппы, в плане того, что здесь действительно присутствует его фирменная пост-эстетика 60-х годов». Кэлли Фишер Лоу, описывая музыку и лирическую тематику Заппы отметил следующее: «Over-Nite и Apostrophe (') важны […] в плане возвращения к Mothers of Invention и наибольшего сближения Фрэнка Заппы с традиционной поп-музыкой, чем когда-либо».

## Список композиций
Слова и музыка всех песен — Фрэнк Заппа.
| №  | Название           | Длительность |
| -- | ------------------ | ------------ |
| 1. | «Camarillo Brillo» | 4:01         |
| 2. | «I’m the Slime»    | 3:35         |
| 3. | «Dirty Love»       | 3:00         |
| 4. | «Fifty-Fifty»      | 6:08         |

| №                   | Название            | Длительность |
| ------------------- | ------------------- | ------------ |
| 1.                  | «Zomby Woof»        | 5:11         |
| 2.                  | «Dinah-Moe Humm»    | 6:05         |
| 3.                  | «Montana»           | 6:37         |
| Общая длительность: | Общая длительность: | 34:37        |

## Участники записи
| Музыканты: - Фрэнк Заппа — гитара, вокал кроме треков «Fifty-Fifty» и большей части «Zomby Woof» - Кин Васси — вокал в треках «I’m the Slime», «Dinah-Moe Humm» и «Montana» - Рикки Ланчелотти — вокал в треках «Fifty-Fifty» и «Zomby Woof» - Сэл Маркес — труба, вокал в треке «Dinah-Moe Humm» - Иэн Андервуд — кларнет, флейта, альт-саксофон, тенор-саксофон - Брюс Фаулер — тромбон - Рут Андервуд — перкуссия, маримба, вибрафон - Жан-Люк Понти — скрипка, баритон-скрипка - Джордж Дюк — синтезатор, клавишные - Том Фаулер — бас-гитара - Ральф Хамфри — ударные - Тина Тёрнер и The Ikettes — бэк-вокал (в титрах не указаны) | Технический персонал: - Фрэнк Заппа — продюсер, aранжировщик - Фред Боркген — звукоинженер - Стивен Деспер — звукоинженер - Терри Дьюнаван — звукоинженер - Барри Кин — звукоинженер - Боб Стоун — звукоинженер - Керри Макнабб — звукоинженер ремикширования - Крис Беллман — мастеринг-инженер - Ференц Добронил — дизайнер обложки - Девид Б. Макмакен — художник (лицевая сторона обложки) - Кэл Шенкель — художник (внутренние вкладки) |